# 81 Pułk Piechoty (austro-węgierski)

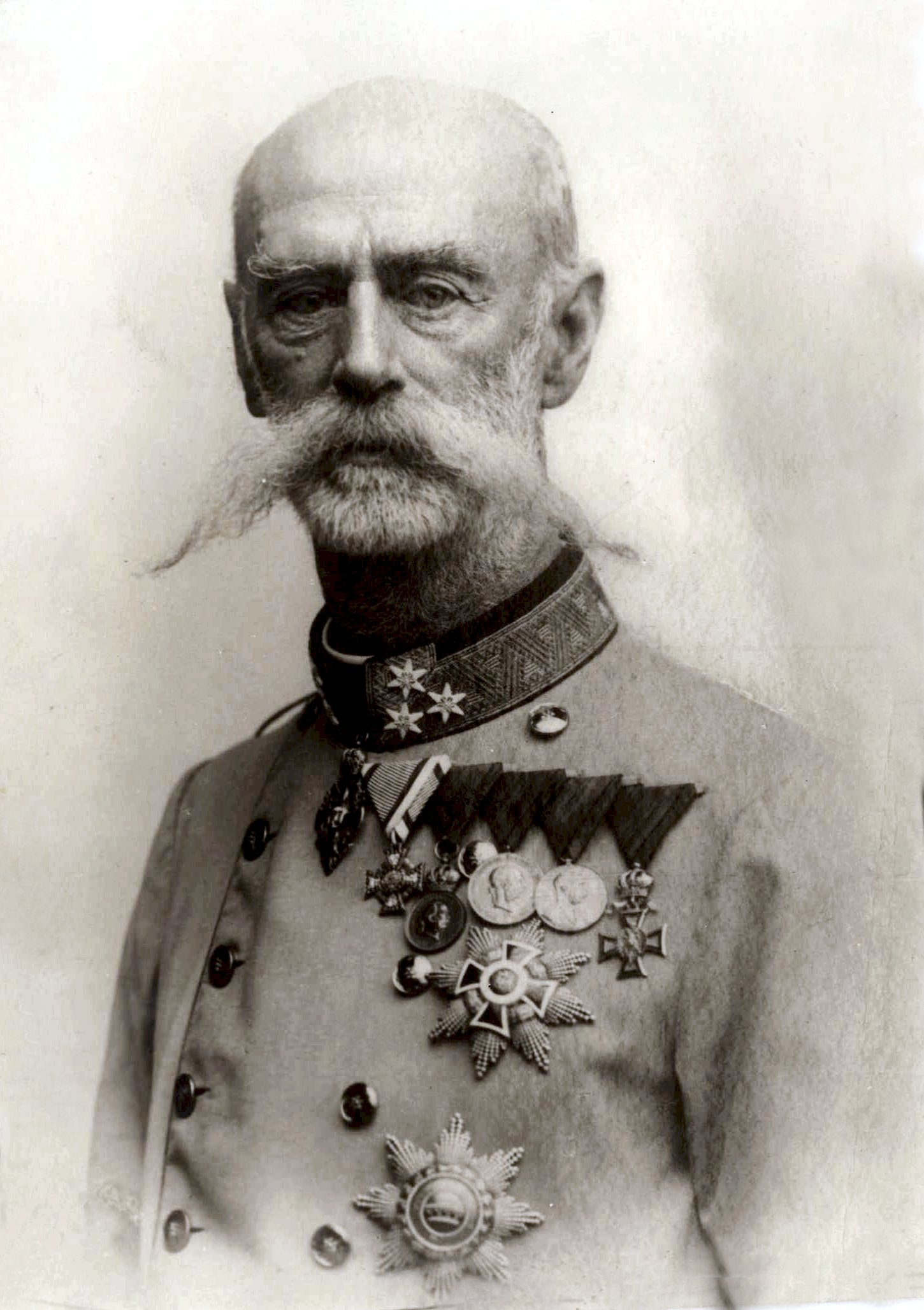
Szef pułku GdI Johann von Waldstätten

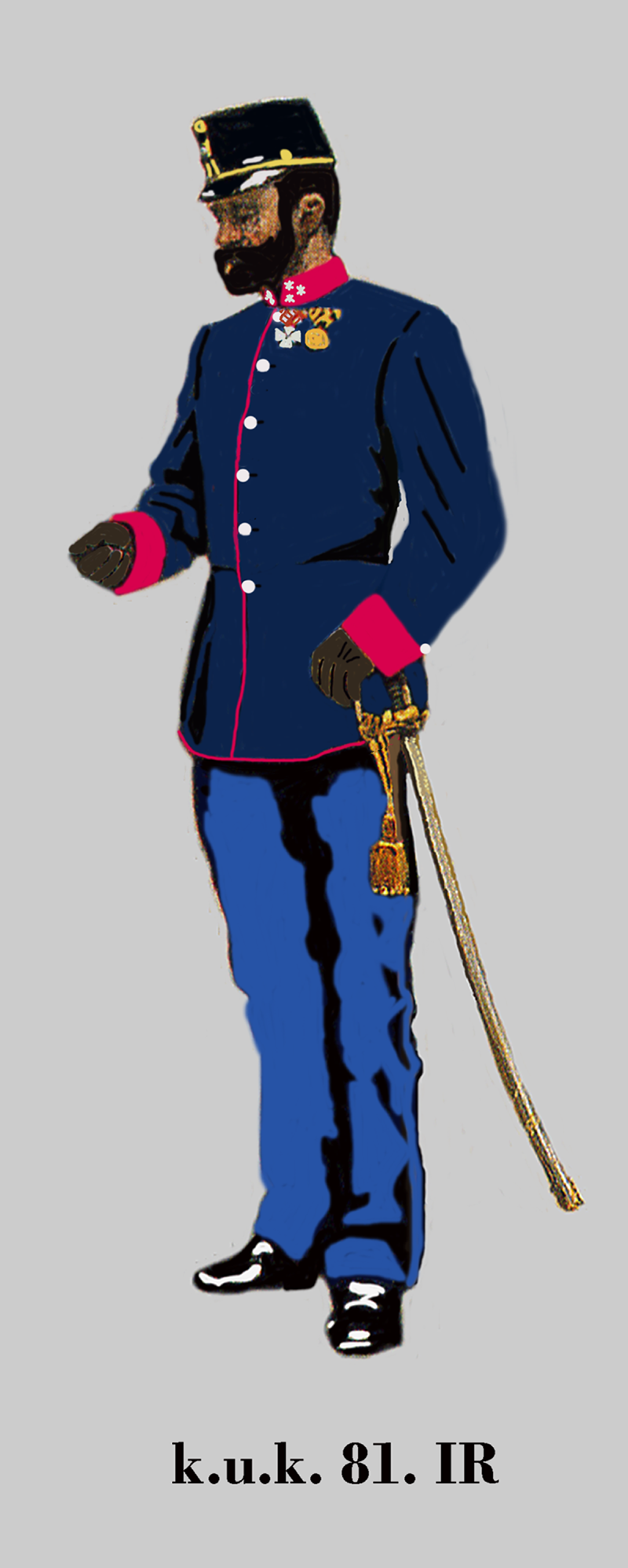
Kapitan IR. 81 w mundurze służbowym

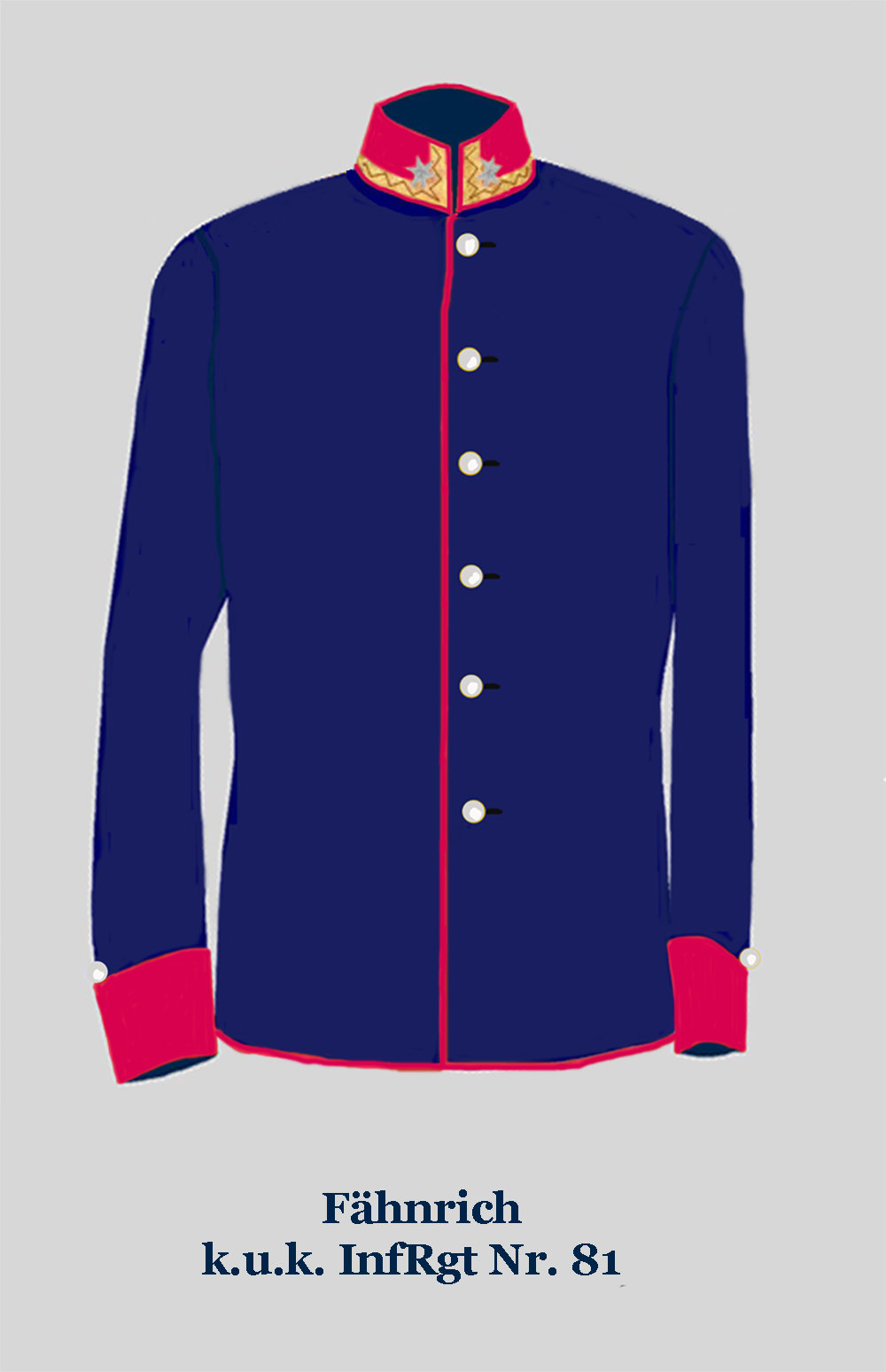
Kurtka munduru chorążego IR. 81

Morawski Pułk Piechoty Nr 81 (IR. 81) – pułk piechoty cesarskiej i królewskiej Armii.

## Historia pułku
Pułk został utworzony 1 stycznia 1883 roku z batalionów liniowych (Linieninfanterieregiment) 1 Pułku Piechoty, 3 Pułku Piechoty, 8 Pułku Piechoty i 54 Pułku Piechoty. 
Okręg uzupełnień nr 81 Igława (niem. Iglau) na terytorium 2 Korpusu.
Kolejnymi szefami pułku byli:
- FZM Franz von Vlasits (1883 – †16 VI 1884),
- GdI Johann von Waldstätten (1887 – †31 XII 1914)[2].

Kolory pułkowe: wiśniowy (karmesinrot), guziki srebrne.
Skład narodowościowy w 1914 roku 69% – Czesi, 30% – Niemcy.
W 1889 roku pułk został przeniesiony do Mostaru z wyjątkiem 1. batalionu, który pozostał w pułkowym okręgu uzupełnień, w Iglau.
W 1892 roku pułk (bez 1. batalionu) został przeniesiony do Wiednia i włączony w skład 50 Brygady Piechoty należącej do 25 Dywizji Piechoty, natomiast 1. batalion w Iglau był podporządkowany komendantowi 8 Brygady Piechoty należącej do 4 Dywizji Piechoty.
W 1896 roku pułk (bez 2. batalionu) powrócił do macierzystego garnizonu w Iglau, a 2. batalion został przeniesiony do Brna (niem. Brünn). Cały pułk został włączony w skład 7 Brygady Piechoty należącej do 4 Dywizji Piechoty. W następnym roku 2. batalion został skierowany do Uherské Hradiště (niem. Ungarisch Hradisch).
W latach 1903–1914 pułk (bez 4. batalionu) stacjonował w Igławie, natomiast 4. batalion podlegał dyslokacjom: 1903-1904 – Uherské Hradiště, 1905-1907 – Wiener Neustadt, 1908-1911 – Trebinje, 1912-1914 – Bileća.
W 1914 roku pułk (bez 4. batalionu) wchodził w skład 7 Brygady Piechoty należącej do 4 Dywizji Piechoty, natomiast detaszowany 4. batalion był podporządkowany komendantowi 6 Brygady Górskiej należącej do 18 Dywizji Piechoty.

## Żołnierze
Komendanci pułku
- płk Johann Khoss von Sternegg (1883[1] – 1886 → komendant 7 Brygady Piechoty[9])
- płk Joseph Sommer (1886[10] – 1891 → komendant 39 Brygady Piechoty[11])
- płk Emil Senarclens de Graney (1891[12] – 1895 → komendant 33 Brygady Piechoty[13])
- płk Victor von Handel-Mazzetti (1895[14] – 1896[15])
- płk Franz Tschida (1896[16] – 1901 → komendant 2 Brygady Górskiej[17])
- płk Eduard Müller von Elblein (1901[18] – 1905 → komendant 91 Brygady Piechoty Obrony Krajowej)
- płk Arnold Schlimarzik (1905 – 1908)
- płk Leo Schreitter von Schwarzenfeld (1908 – 1910)
- płk Heinrich Haustein von Haustenau (1910 – 1913 → komendant 72 Brygady Piechoty[2])
- płk Eugen Lüftner von Krinnerstorff (1913 – 1914[2])

Oficerowie
- kpt. Eugeniusz Sypniewski
- por. Fritz Lang